# Daniel Louvard
Pour les articles homonymes, voir Louvard.
 (mars 2024).
 (mars 2024).
Daniel Louvard est un biologiste français né le 20 février 1948. Il est directeur de recherche émérite au CNRS, ancien directeur de recherche à l’Institut Pasteur et à l'Institut Curie. Il est membre de l'Académie des sciences depuis 2003.

## Biographie
Le professeur Daniel Louvard a obtenu son doctorat en biochimie en 1973 et en sciences physiques en 1976 à l'Université de Marseille. De 1978 à 1982, il a dirigé une équipe au Laboratoire européen de biologie moléculaire (LEBM, Heidelberg, Allemagne), puis a rejoint l’Institut Pasteur où, de 1988 à 1990, il était chef  du département de biologie moléculaire et, depuis 1987 y a été professeur. Il a été directeur de la recherche au CNRS (1986-2013) et directeur du centre de recherche de l'Institut Curie (1993-2013). 
Il est maintenant directeur de recherche émérite au CNRS, professeur honoraire à l'Institut Pasteur, directeur honoraire à l'Institut Curie, conseiller du président du conseil d'administration de l'Institut Curie pour les affaires internationales. En 2014 et 2015, il était en congé sabbatique en tant que scientifique invité chez Biogen (Cambridge, États-Unis).
Le professeur Louvard était également responsable du laboratoire de morphogenèse et de signalisation cellulaire Institut Curie / CNRS UMR 144 (1995-2013). Il a été membre de nombreux comités scientifiques du CNRS et de l'Institut de la santé et de la recherche médicale (Inserm), de comités ad hoc et d'organisations scientifiques telles que l'EMBO et le comité scientifique du programme Human Frontier Science, membre du comité ERC pour les bourses d'études avancées.
Membre de l'Académie des sciences (2003), de l'Académie européenne des sciences (1995), de l’Academia Europa (1997), de l'Académie européenne des sciences du cancer (2013), membre étranger de l'Académie américaine des arts et des sciences (2014).
Ancien vice-président de la mission de lutte contre le cancer du gouvernement français (2002-2003), le professeur Louvard a été conseiller permanent du plan interministériel gouvernemental en matière de lutte contre le cancer (2003-2005). De 2013 à 2018 , il a été  président du conseil scientifique international du Institut national sur le cancer (INCa) et vice-président du conseil consultatif scientifique du LEBM (2012-2017).  
Il a été membre de divers comités éditoriaux, notamment ceux d’EMBO Journal, de Current Opinion in Cell Biology, de Gastroenterology et rédacteur du Journal of Cell Science. 
Il est Chevalier de l’Ordre national du Mérite (1992), Chevalier de la Légion d’Honneur (2000) puis Officier de la Légion d’honneur (2012).

## Travaux scientifiques
Daniel Louvard est biochimiste , biologiste cellulaire et moléculaire. Ses recherches fondamentales portent sur les fonctions des épithéliums, en particulier sur le trafic vésiculaire des membranes, les jonctions intercellulaires et le cytosquelette d'actine des cellules épithéliales polarisées,,,,. Il poursuit ses recherches sur les bases moléculaires de la polarité cellulaire, de la motilité cellulaire et de la plasticité cellulaire,. Plus récemment, il a développé de nouvelles recherches sur les souris transgéniques. Ces modèles animaux génétiquement modifiés, contenant des transgènes exprimés uniquement dans l'intestin et soumis à un contrôle conditionnel strict, ont permis à son groupe d'étudier les bases moléculaires de la cancérogenèse de l'épithélium digestif dans le but de développer de nouvelles approches diagnostiques et thérapeutiques des métastases  coliques malignes,,
Au Laboratoire Européen de Biologie moléculaire il a créé son premier groupe de recherche en 1978. Ses travaux étaient consacrés au trafic membranaire intracellulaire et à la polarité des cellules épithéliales,. A l’institut Pasteur en 1982 il a poursuivi ses recherches sur la polarité cellulaire, le cytosquelette d’actine et la différentiation des cellules de l’intestin. Ces recherches lui ont permis d’identifier un marqueur des cellules souches de l’intestin qui est aussi un excellent marqueur (la villine) des cellules malignes des tumeurs colorectales.A l’institut Curie en 1993 ses travaux se sont poursuivis dans plusieurs directions avec une équipe de 20 personnes : polarité cellulaire, signalisation via les récepteurs de surface et le cytosquelette d’actine, développement de modèles murins de carcinogenèse intestinale, morphogénèse cellulaire , cellules souches et cancer,,,. Ses recherches concrétisés et reconnues sur le plan international, invitations comme conférencier (plus de 100 conférences invitées) ,Prix scientifiques , subventions de recherche nationales et internationales ont été l’un des aspects de sa carrière scientifique .
Daniel Louvard a aussi apporté ses compétences comme membre de conseils scientifiques à de nombreuses organisations pour l’évaluation les projets de recherches des chercheurs ou d’institutions (CNRS, Inserm, EMBO,EMBL, ERC, ANR, Institut Pasteur , IECB , ENS, INCa, MRC , VIB, Université Singapour, Max Planck , NIH, Universités américaines .....) ou encore en participant aux travaux d’évaluation et d’attribution de Prix (Académie des Sciences, Fondation Bettencourt, Fondation IPSEN, ARC, LNCC, Fondation Kôrber...),,.
Passionné par la recherche et par l’enseignement, deux missions fondamentales du métier de chercheur, il a contribué pendant toute sa carrière aux enseignements de Masters et Doctorats des Universités parisiennes ou de province. Il a créé et codirigé pendant plus de 15 ans le Cours de Biologie Moléculaire de la Cellule Institut Pasteur. Il a dirigé ou codirigé plus 70 thèses d’Université.
Convaincu après son expérience de chef de groupe à l’EMBL de l’importance des groupes de recherche dirigés par des jeunes chef d’équipe prometteurs Il a inspiré Claude Paoletti pour la création du programme ATIPE du CNRS et présidé le premier comité international ATIPE (Biologie Cellulaire ) en 1989.
En 1993 sollicité par le Président de l’Institut Curie le Prof.C.Burg il a rejoint cette fondation pour restructurer la recherche de l’Institut Curie . En 1995, une nouvelle unité de Biologie Cellulaire est créée (UMR144 CNRS Institut Curie),,les liens avec la section de Physique sont renoués, de nouvelles UMR et Unité Inserm créées ou réorganisées . Quatorze Unités de recherche de l’Institut Curie ont été rassemblés dans le Centre de Recherche de l’Institut Curie (1300 personnes 90 millions de budget consolidé en 2013). Les résultats des équipes du Centre de recherche, positionnent l’Institut Curie parmi les meilleures institutions Européennes dans le domaine des sciences du Vivant.
Simultanément au développement de la recherche fondamentale à Curie, il a pu créer en 2003 le département de recherche translationelle co-géré avec l’Hôpital de l’Institut Curie et inaugurer en 2008 un nouveau bâtiment qui héberge le département de Biologie et Génétique du Développement (UMR CNRS/Unité INSERM/Institut Curie) et l’Unité INSERM de Bioinformatique crée en 2003. Soucieux de la valorisation des travaux de recherche fondamentale il a œuvré auprès du Président de l’Institut Curie pour créer le département de valorisation et relations industrielles en 2000.Cette structure a facilité la création de 15 jeunes pousses en biotechnologies. Celles ci ont été fondées et animées par des chercheurs CNRS ou INSERM travaillant à l’Institut Curie.

## Distinctions
- 1983 : prix FEBS
- 1987 : prix Alexandre Joannidès de l'Académie des sciences
- 1996 : prix Richard Lounsbery de l'Académie des Sciences française et l'Académie nationale des sciences américaine [30]
- 2008 : Grand prix Claude Bernard de la Ville de Paris
- 2013 : Prix d'Honneur de l'Inserm [31],[32].

Il est officier de l'ordre national de la Légion d'honneur et de l'ordre national du mérite.